# Монофора

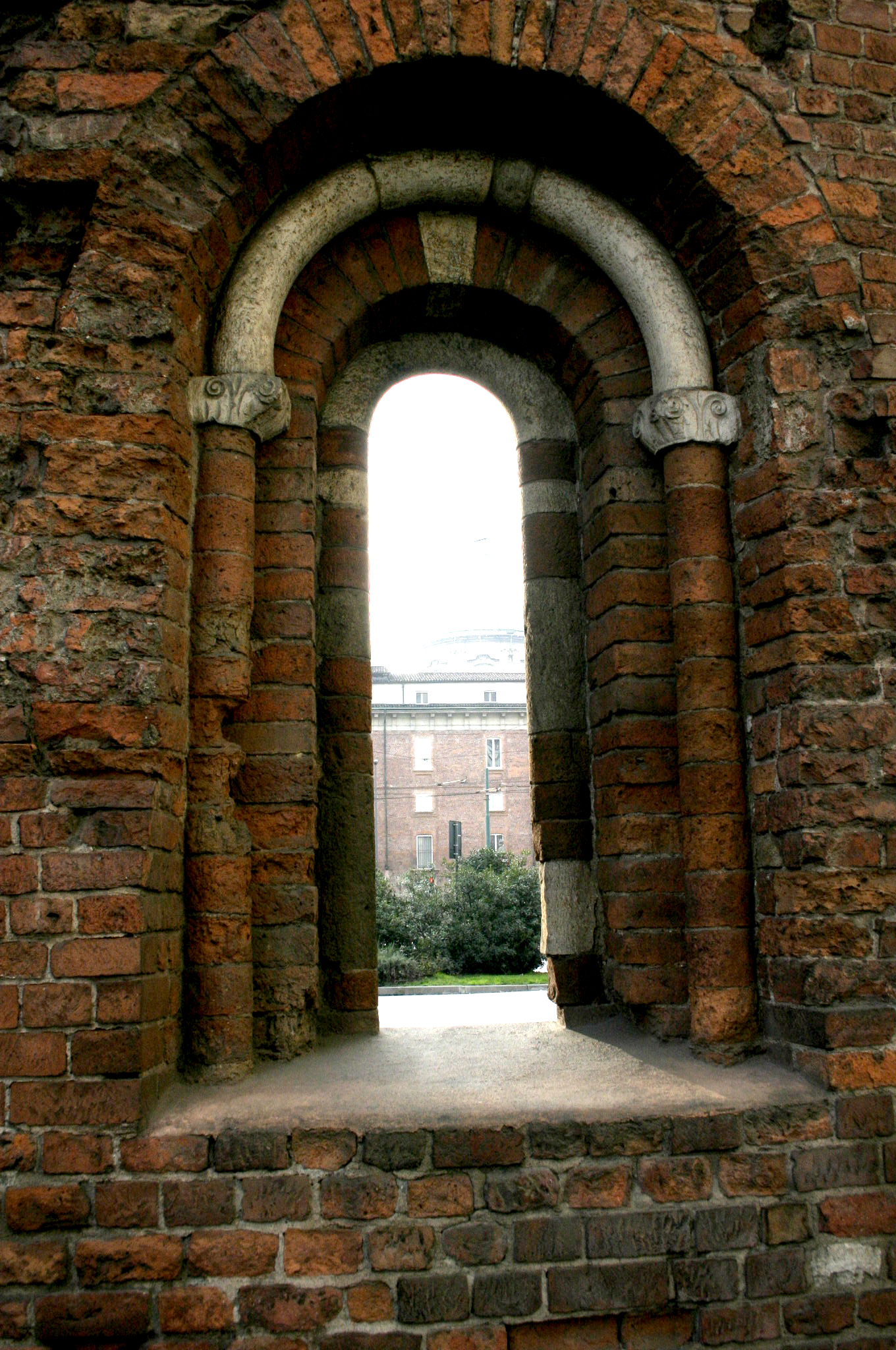
Монофора на пл. Міссорі в Мілані

Монофора (з італ. monofora) — тип вікна з одним отвором, увінчаного аркою.
Термін монофора вживається у стосунку до архітектурних форм будівель романського, готичного та періоду Ренесансу, аж до періоду Нео (неоготика, неоренесанс, …) та еклектики XIX ст.

## Галерея

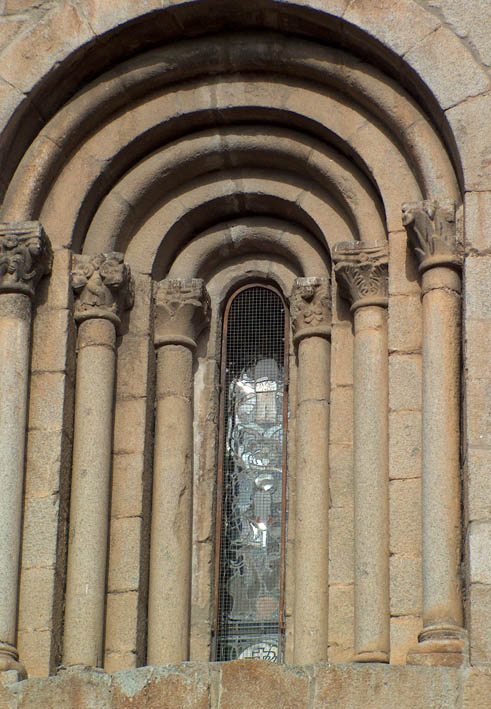
Романська монофора
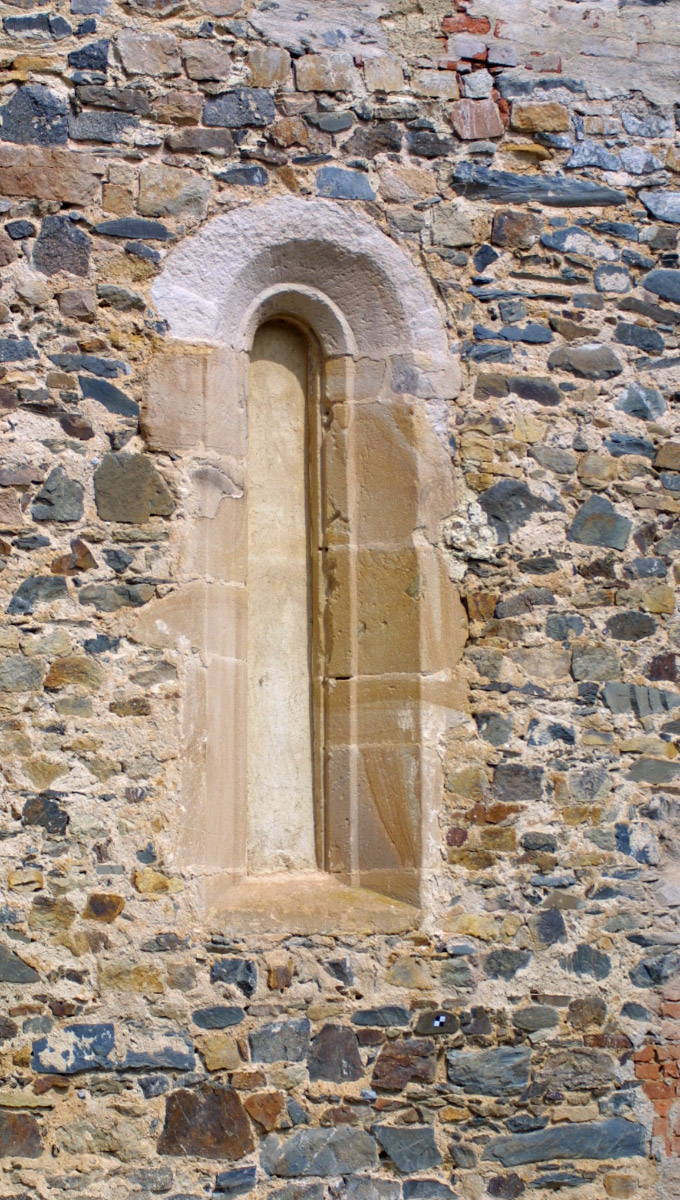
Романська монофора в костелі св. Петра і Павла, Dolany.
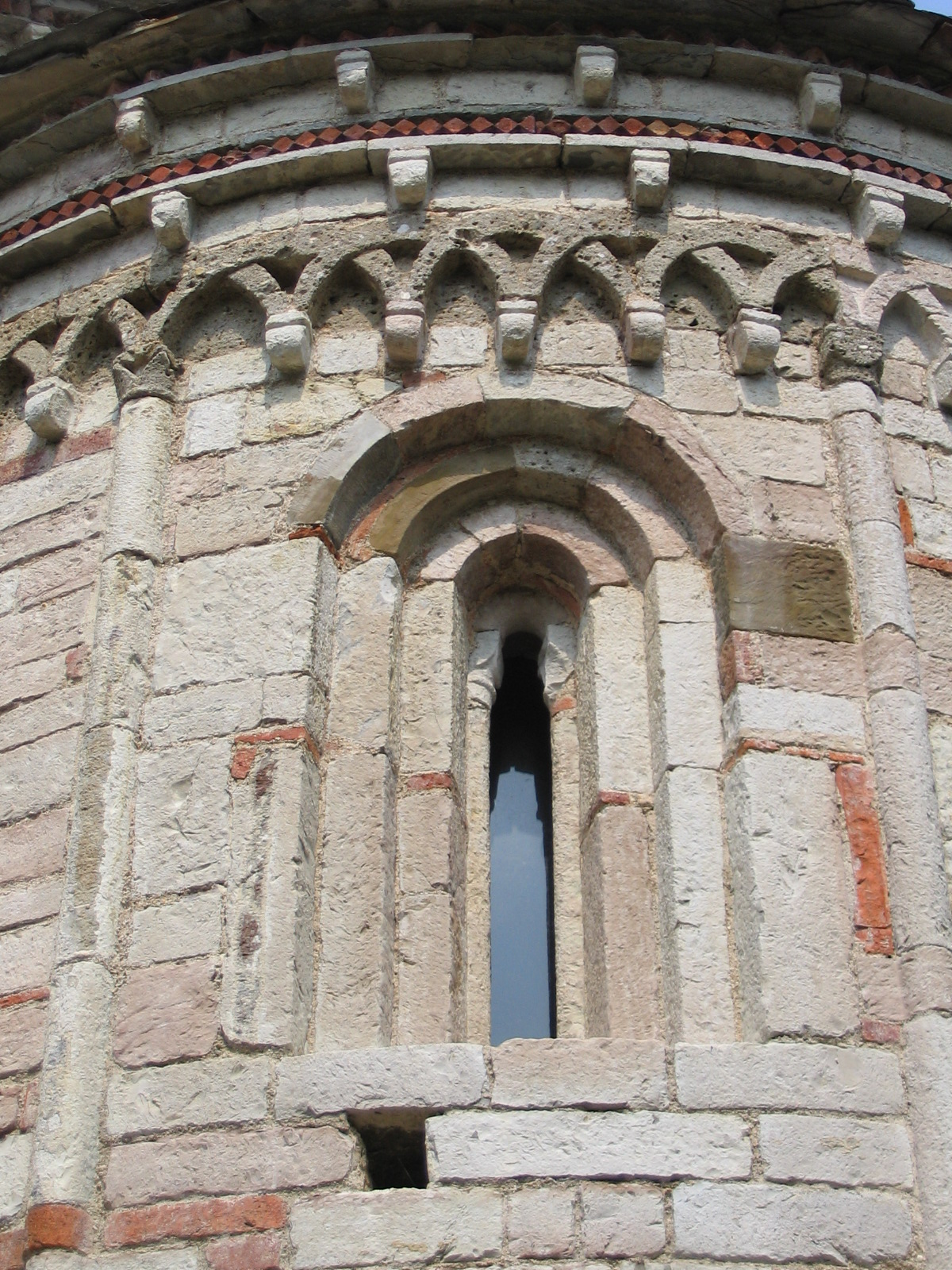
Монофора Rotonda di San Tomè
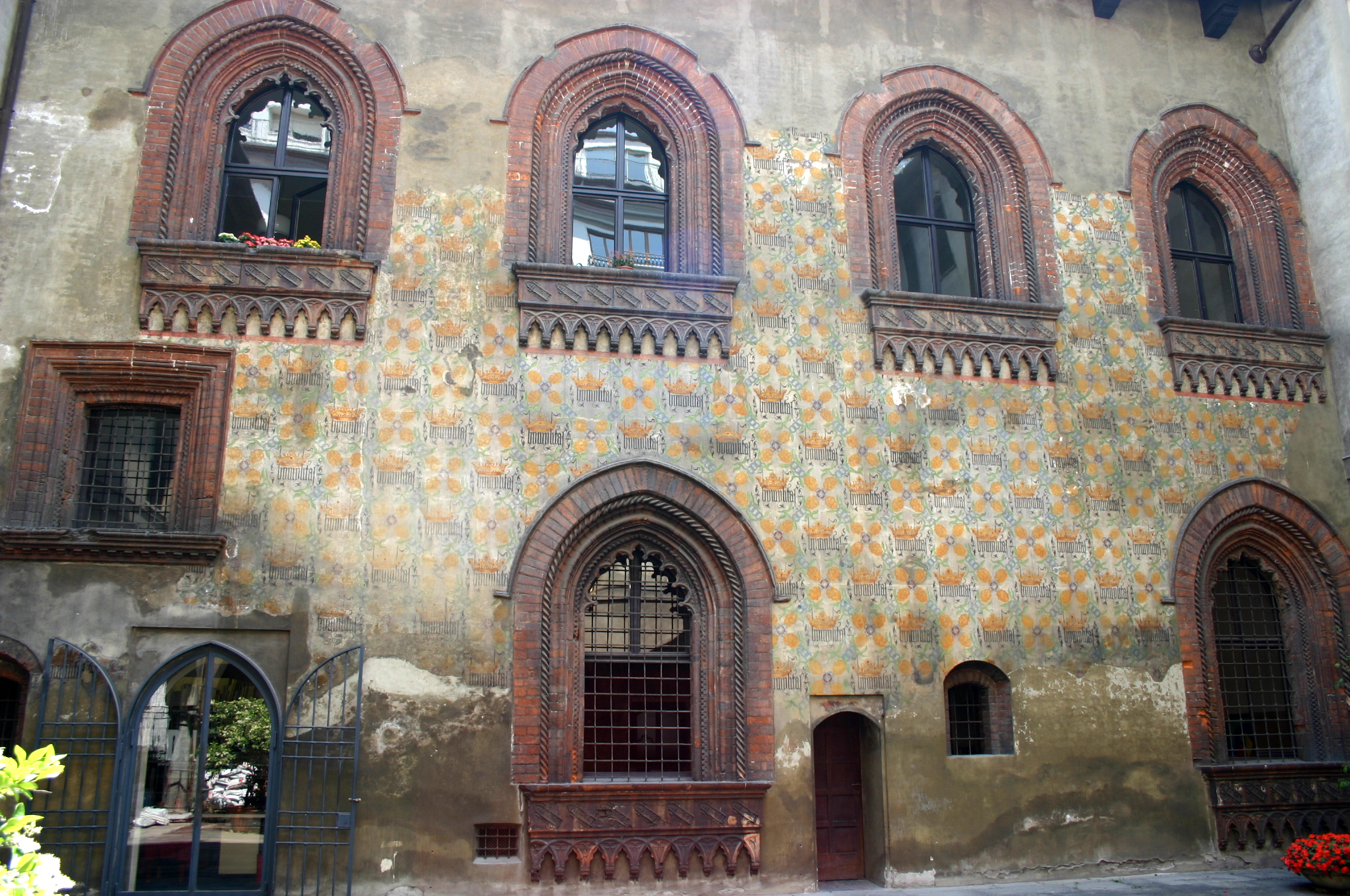
Монофори в Мілані, Palazzo Borromeo
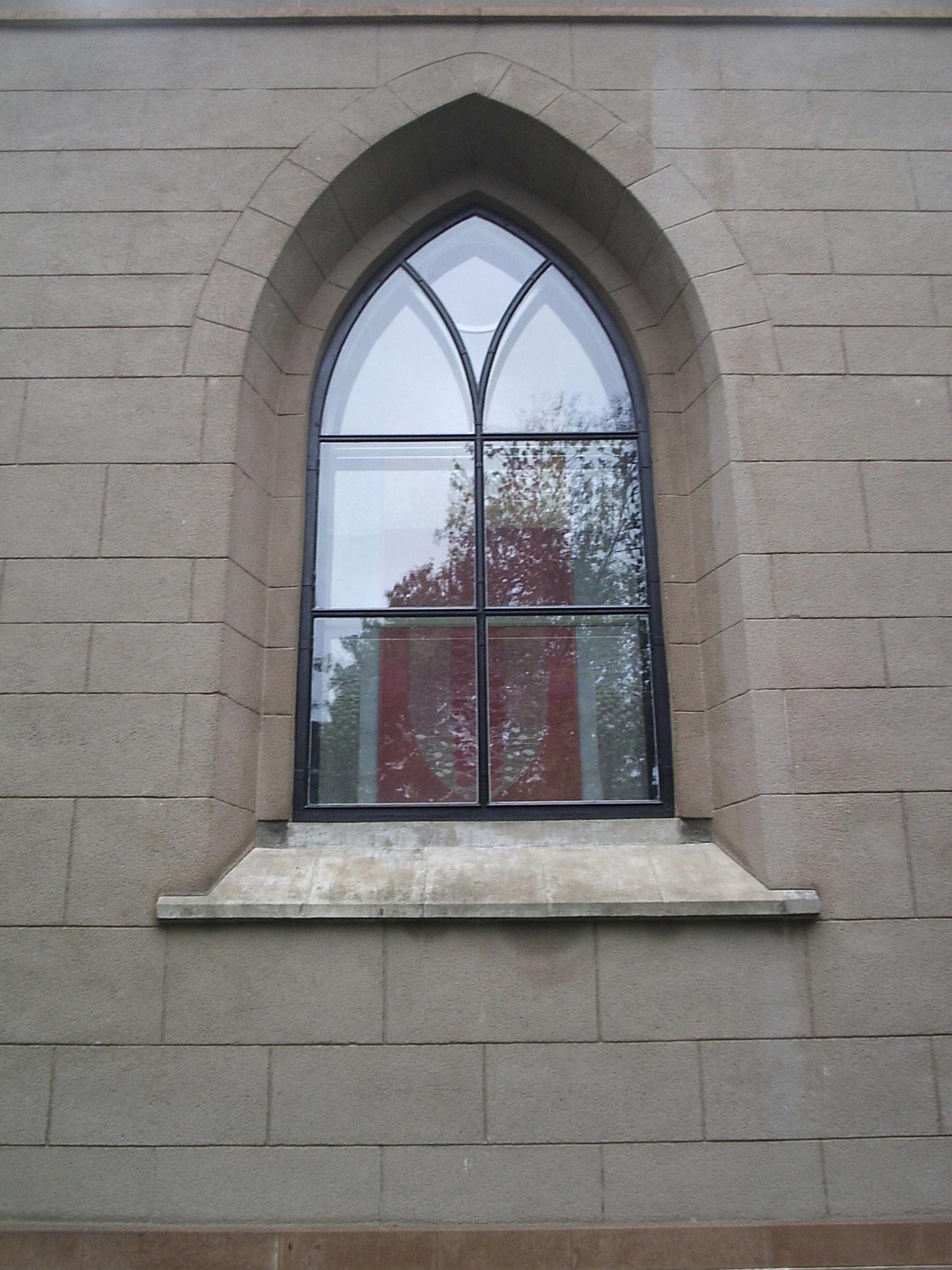
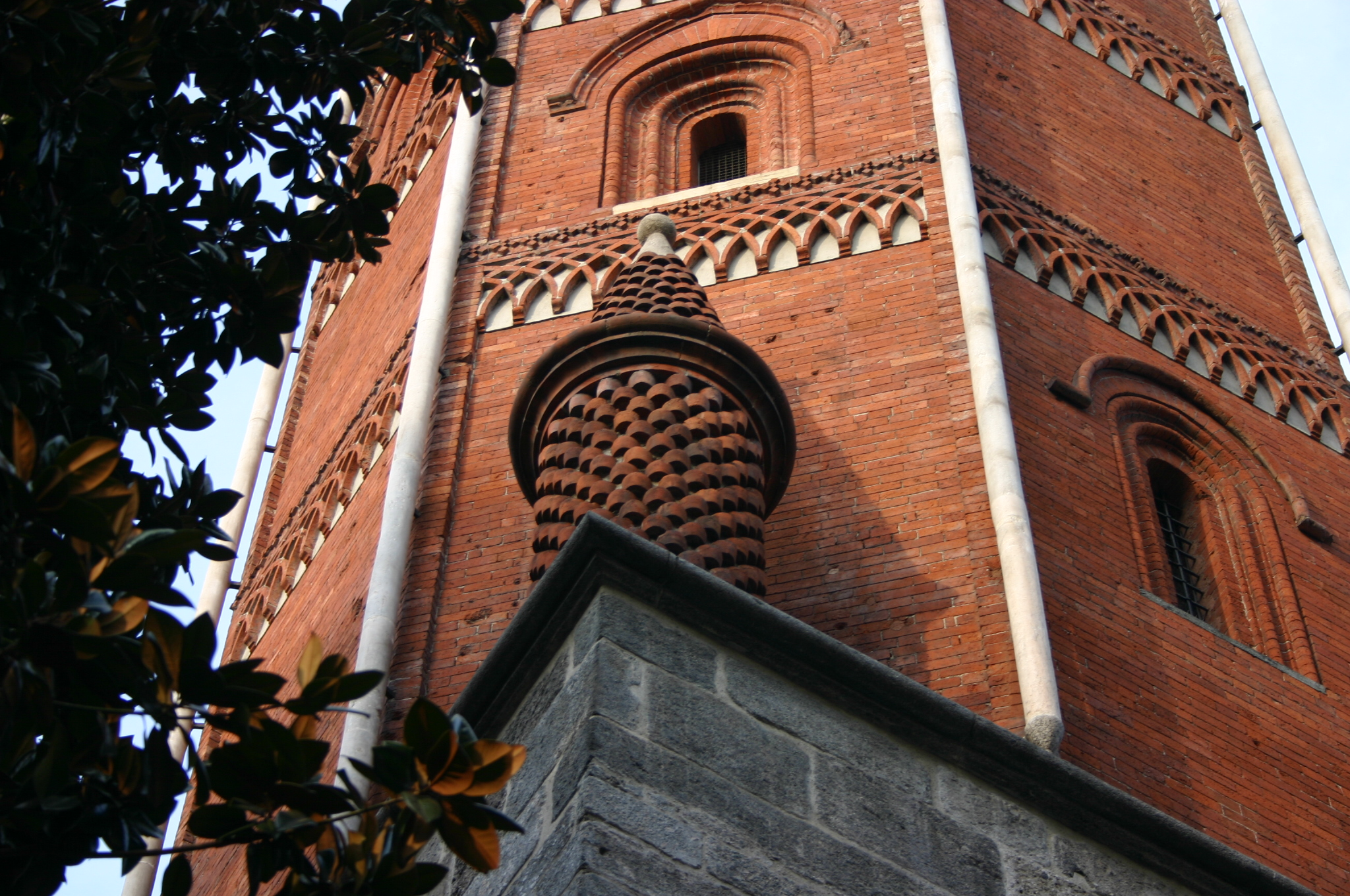
Дзвіниця Сан Ґоттардо, Корте, Мілан.
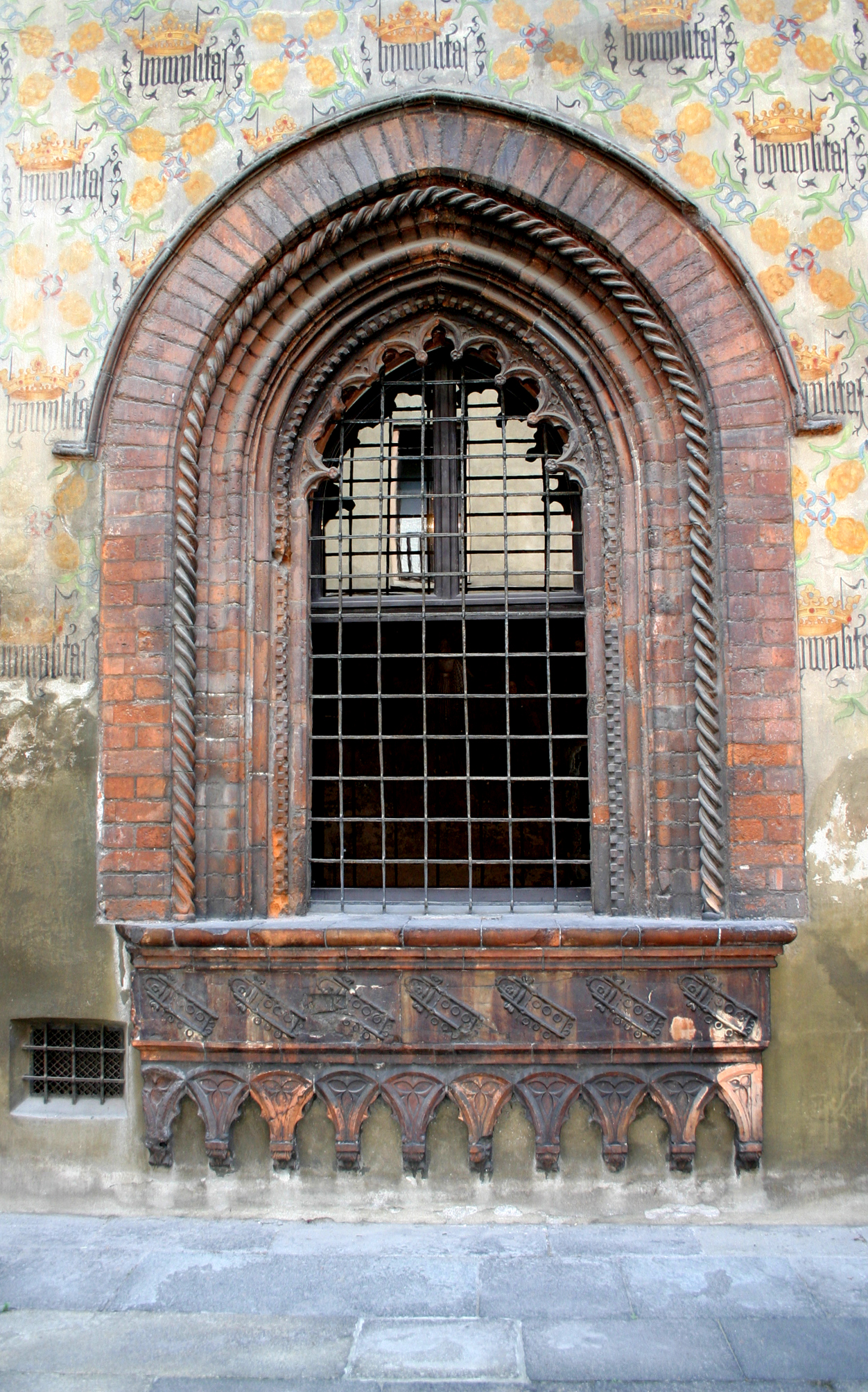
Мілан, Palazzo Borromeo
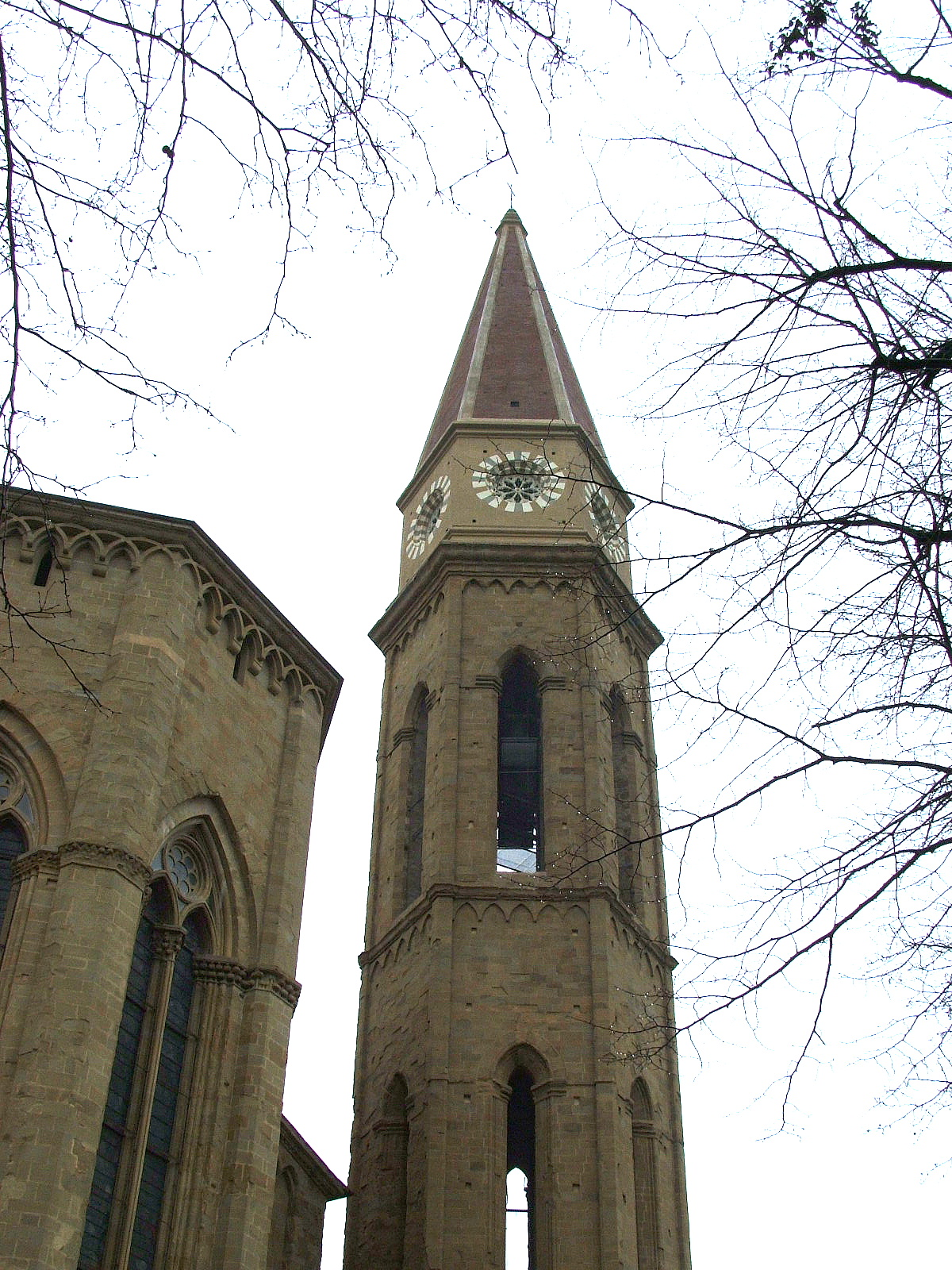
Монофори кафедральної дзвіниці в Ареццо